# Championnat d'Irlande du Nord de football 2011-2012
Navigation
Édition précédente Édition suivante
Le Championnat d'Irlande du Nord de football 2011-2012 est la 110e édition du Championnat d'Irlande du Nord de football. C’est aussi la troisième saison depuis la mise en place d’une nouvelle formule de compétition. 
Le championnat se déroule en deux phases. En premier lieu, les douze clubs sont regroupés au sein d'une poule unique où ils se rencontrent trois fois, à domicile et à l'extérieur. À l'issue de cette phase, les six premiers jouent la poule pour le titre tandis que les six derniers jouent la poule de relégation, qui voit le dernier être relégué et l'avant-dernier disputer un barrage de promotion-relégation.
C'est le tenant du titre, Linfield FC, qui remporte à nouveau la compétition après avoir terminé en tête du classement final, avec quatorze points d'avance sur Portadown FC et seize sur Cliftonville FC. C'est le cinquante-et-unième titre de champion d'Irlande du Nord de l'histoire du club, qui réussit même le doublé en s'imposant en finale de la Coupe d'Irlande du Nord face au club de Crusaders FC.

## Les 12 clubs participants
| \| Belfast · Cliftonville · Linfield · Crusaders · Glentoran · Donegal Celtic Ballymena United Coleraine FC Carrick Rangers Portadown FC Dungannon Swifts Glenavon FC Distillery FC \| Localisation des clubs engagés dans le championnat. |
| Belfast · Cliftonville · Linfield · Crusaders · Glentoran · Donegal Celtic Ballymena United Coleraine FC Carrick Rangers Portadown FC Dungannon Swifts Glenavon FC Distillery FC                                                           |

| Club                                    | Stade                 | Capacité | Ville         |
| --------------------------------------- | --------------------- | -------- | ------------- |
| Ballymena United Football Club          | The Showgrounds       | 7 500    | Ballymena     |
| Carrick Rangers Football Club           | Taylor's Avenue       | 6 000    | Carrickfergus |
| Cliftonville Football Club              | Solitude              | 7 200    | Belfast       |
| Coleraine Football Club                 | The Showgrounds       | 6 600    | Coleraine     |
| Crusaders Football Club                 | Seaview               | 9 100    | Belfast       |
| Donegal Celtic Football and Social Club | Donegal Celtic Park   | 3 000    | Belfast       |
| Lisburn Distillery Football Club        | New Grosvenor Stadium | 8 000    | Lisburn       |
| Dungannon Swifts Football Club          | Stangmore Park        | 3 000    | Dungannon     |
| Glenavon Football Club                  | Mourneview Park       | 7 300    | Lurgan        |
| Glentoran Football Club                 | The Oval              | 14 100   | Belfast       |
| Linfield Football Club                  | Windsor Park          | 20 500   | Belfast       |
| Portadown Football Club                 | Shamrock Park         | 5 800    | Portadown     |

## Compétition

### Classement
Le classement est établi sur le barème de points classique (victoire à 3 points, match nul à 1, défaite à 0).
| Rang | Équipe                | Pts | J  | G  | N  | P  | Bp | Bc | Diff |
| ---- | --------------------- | --- | -- | -- | -- | -- | -- | -- | ---- |
| 1    | Linfield FC T C       | 85  | 38 | 27 | 4  | 7  | 79 | 29 | +50  |
| 2    | Portadown FC          | 71  | 38 | 22 | 5  | 11 | 72 | 47 | +25  |
| 3    | Cliftonville FC       | 69  | 38 | 21 | 6  | 11 | 83 | 62 | +21  |
| 4    | Coleraine FC          | 66  | 38 | 18 | 12 | 8  | 61 | 38 | +23  |
| 5    | Crusaders FC L        | 64  | 38 | 18 | 10 | 10 | 63 | 47 | +16  |
| 6    | Glentoran FC          | 57  | 38 | 16 | 9  | 13 | 67 | 52 | +15  |
|      |                       |     |    |    |    |    |    |    |      |
| 7    | Ballymena United      | 50  | 38 | 14 | 8  | 16 | 66 | 71 | -5   |
| 8    | Donegal Celtic        | 41  | 38 | 12 | 5  | 21 | 44 | 80 | -36  |
| 9    | Dungannon Swifts      | 35  | 38 | 8  | 11 | 19 | 42 | 71 | -29  |
| 10   | Glenavon FC           | 34  | 38 | 8  | 10 | 20 | 60 | 71 | -11  |
| 11   | Lisburn Distillery FC | 32  | 38 | 8  | 8  | 22 | 56 | 84 | -28  |
| 12   | Carrick Rangers P     | 31  | 38 | 7  | 10 | 21 | 50 | 91 | -41  |

| Légende : Qualifications et relégations | Légende : Qualifications et relégations |
| --------------------------------------- | --- |
|                                         | Qualification pour la Ligue des champions de l'UEFA 2012-2013                                                                               |
|                                         | Qualification pour la Ligue Europa 2012-2013                                                                                                |
|                                         | Participation au barrage de relégation |
|                                         | Relégation en deuxième division |
|                                         | T : Tenant du titre P : Promu C : Vainqueur de la Coupe d'Irlande du Nord 2012 L : Vainqueur de la Coupe de la Ligue d'Irlande du Nord 2012 |

### Les matchs

#### Barrage de promotion/relégation
Lisburn Distillery FC termine à la onzième place et doit affronter Newry City FC qui a terminé à la 2e place de la deuxième division nord-irlandaise. Le barrage de promotion-relégation se dispute par match aller-retour, le match aller se déroulant sur le terraiin de Lisburn et le match aller à Newry
| Équipe 1              | Résultat | Équipe 2           | Aller | Retour |
| --------------------- | -------- | ------------------ | ----- | ------ |
| Lisburn Distillery FC | 3 - 2    | (D2) Newry City FC | 0 - 0 | 3 - 2  |

## Bilan de la saison
| Championnat d'Irlande du Nord de football 2011-2012       |                          |
| Champion                                                  | Linfield FC (51e titre)  |
| Coupes et trophées                                        |                          |
| Vainqueur de la Coupe d'Irlande du Nord 2011-2012         | Linfield FC              |
| Vainqueur Coupe de la Ligue d'Irlande du Nord de football | Crusaders FC             |
| Qualifications continentales                              |                          |
| Ligue des champions de l'UEFA 2012-2013                   | Linfield FC              |
| Ligue Europa 2012-2013                                    | Portadown FC             |
| Ligue Europa 2012-2013                                    | Cliftonville FC          |
| Ligue Europa 2012-2013                                    | Crusaders FC             |
| Promotions et relégations                                 |                          |
| Promus en IFA Premiership                                 | Ballinamallard United FC |
| Relégués en IFA Championship                              | Carrick Rangers          |

## Statistiques

### Meilleur buteur
Dernière mise à jour : 11 avril 2012
| Place | Nom             | Club             | Buts |
| ----- | --------------- | ---------------- | ---- |
| 1     | Gary McCutcheon | Ballymena United | 25   |
| 2     | Matthew Tipton  | Portadown        | 20   |
| 3     | Gary Liggett    | Lisburn          | 19   |